# Ola Gummesson
Sven Ola Gummesson, född 15 mars 1936 i Rottne, Växjö, Kronobergs län, död 7 juli 2000 i Rottne, Söraby församling, Växjö, var en svensk journalist, tidningsman och författare.
Gummesson var anställd vid Kvällsposten 1961–1978, där han var politisk redaktör 1964–1970 och chefredaktör 1970–1978; och vid Svenska Dagbladet 1978–1997, där han var chefredaktör åren 1982–1987 och utrikeskorrespondent i London.
Under tiden som politisk redaktör på Kvällsposten var han en av ledargestalterna i den borgerliga samlingsrörelsen Medborgerlig samling (MbS). Ola Gummesson var 1964 ordförande för Sveriges konservativa studentförbund, numera Fria moderata studentförbundet.
Han är far till journalisten Jonas Gummesson.